# 6344 P-L
6344 P-Lとは、アポロ群に属する地球近傍天体の1つである。
6344 P-Lは、1960年9月24日にコルネーリス・ファン・ハウテン、イングリット・ファン・ハウテン＝フルーネフェルトおよびトム・ゲーレルスによって発見された。P-Lとはパロマー・ライデンサーベイの略称である。しかし、6344 P-Lはその後長い間見失われた。再発見されたのは2007年10月3日であり、このときには2007 RR9という仮符号がつけられた。すなわち、6344 P-Lは、後述する通り地球への衝突の危険がありながら、半世紀近くもの間行方不明だったのである。
6344 P-Lは活動を停止した彗星、もしくは揮発物質が枯渇した彗星・小惑星遷移天体の可能性がある。これは軌道の性質から予測されたもので、木星族彗星に含まれる軌道長半径を持つためである。
6344 P-Lは潜在的に地球に衝突する危険性を秘めた天体である。直径は150mと推定されており、地球から約750万km(0.05AU)以内に接近しうる天体としては大きな部類である。発見日に近い1960年10月12日には地球から約588万km(0.0393AU)まで接近した。再発見日に近い2007年11月7日には地球から約1080万km(0.072AU)まで接近した。この程度接近するのは、次回は2040年11月9日の約1040万km(0.070AU)である。